# Sophie Dahl
Sophie Dahl Cullum (nacida como Sophie Holloway, 15 de septiembre de 1977 en Londres) es una modelo y escritora inglesa. Como escritora, completó su primera novela en 2003 titulada The Man with the Dancing Eyes, y siguió con Playing With the Grown-ups en 2008. En 2010 escribió Miss Dahl's Voluptuous Delights, un libro de cocina que presentaba recetas recreadas para una serie de seis partes de la BBC llamada The Delicious Miss Dahl.
Nacida en Londres, Dahl hizo su debut en la pasarela inglesa en la Semana de la Moda de Londres en el otoño de 1997. Ese año fue descubierta por Isabella Blow, que entonces era estilista para la revista Vogue. Blow la presentó a la gerencia de Storm Model Agency en Londres y fue contratada para una serie de campañas de modelaje, incluidas las de Versace, Alexander McQueen, Patrick Cox, DKNY, Boucheron y Pringle.
Dahl es hija del actor Julian Holloway y de la escritora Tessa Dahl. Sus abuelos maternos fueron el autor Roald Dahl y la actriz estadounidense Patricia Neal. Sus abuelos paternos fueron el actor Stanley Holloway y la bailarina Violet Lane. Dahl fue la inspiración para Sophie, el personaje principal en el libro de su abuelo materno El gran gigante bonachón. Está casada con el cantante Jamie Cullum.